# 木村真紀
木村 真紀（きむら まき、生年月日：7月6日）は、日本のシンガーソングライター、作曲家。東京音楽大学作曲科卒業。リバーサイドミュージック→インプレオ所属→2011年よりフリーランス。

## 経歴
大学時代、作曲を三枝成彰に師事。2000年に鈴木光司プロデュースで日本コロムビアよりアルバム『涙』をリリース。2005年4月よりNHK「おかあさんといっしょ」の体操の歌「ぱわわぷたいそう」を中西圭三と共に歌う。2009年12月、リバーサイドミュージックよりインプレオに移籍。2011年よりフリーランス。
またCMソング、コミックスイメージアルバム、ゲームミュージック等にボーカルとして多数参加している他、コーラスとして他のアーティストのアルバム等にも参加している。

## ディスコグラフィー

### アルバム
| 1st | 涙 | 2002.11.20 | 01. 小舟 02. 罪の器 03. 涙 04. すきっていいたい 05. たんぽぽ 06. いやいやブギ 07. 100年先のいろえんぴつ 08. 風 09. こころの詩 10. クレパス 11. どんぶらこ | コロムビアミュージックエンタテインメント |

- 2nd 『愛ってなあに？』1.ふたり 2.まだ雨降ってる？ 3.エンゲージ 4.家 5.お日さま 6.愛ってなあに？ 木村真紀CD制作委員会
- 3rd 『小さな贈り物』1.窓 2.タオル・ル・ル 3.ゴリゴリゴリラ 4.電車ぽっぽ 5.小さな贈り物 6.kizuna 木村真紀CD制作委員会
- 4th 『ピュアプレイズ ～響き合う祈り～』1.雨粒 2.星 3.Teardrop’s soup 4.いつか 5.MyBirthday 6.祈り ※売り上げの一部を、東日本大震災の復興支援に寄付（CD製作費を除く）木村真紀CD制作委員会
- 5th 〜あいうえおのうた〜『ごじゅごじゅごじゅーおん』1.ごじゅごじゅごじゅーおん（ジングル）2.あいうえおのマンボ 3.かきくけこのタンゴ 4.さしすせそのサンバ 5.たちつてとのブギウギ 6.なにぬねののポルカ 7.はひふへほのはなうた 8.まみむめものワルツ 9.やゆよのハワイアン 10.らりるれろのロックンロール 11.わをんおんど 作詞＆イラスト：志村まゆみ 作曲＆ヴォーカル：木村真紀 編曲＆MIX:Aiko Oi デザイン：のんたん 販売元：ジェイワン 企画＆制作 株式会社スマートエジュケーション

- 東日本大震災復興応援ＣＤ 『祈り／わたしはひまわり』1.祈り 2.わたしはひまわり 3.つながっている 木村真紀CD制作委員会

## 参加作品
- 竹宮恵子『私を月に連れてって！Ⅱ』より「イッツ・オンリー・ア・ペーパー・ムーン」「フライ・ミー・トゥ・ザ・ムーン」コロムビア 1984・12 実質的なデビュー作
- いくえみ綾『うたうたいのテーマ』よりLP『エンゲージ』「TEREPATHY・MOON」「ポカポカ」「お洒落の日」「夢」「だいすき」
- 麒麟館グラフィティー「あなたへのスロープ」
- ゲキ・ガンガー3 熱血大決戦!!「いつか…信じて」
- クロがいた夏「愛しきものよ」
- 天空戦記シュラト「青空 Artist」/「言わない”Good bye Dear"」
- 母と子のテレビ絵本「海の木馬」/「白いいき」
- ここはグリーン・ウッド「グリーンウッドカーニバル2 部屋番号の歌」/「グリーンウッドカーニバル3 近況報告の歌」
- 緑野原迷宮「月齢14.9の夜」/「星層圏のレクイエム ルナ」/「ノユ・ファンタズム」/「My Home Town」/「ラビリンス・ラブ ファレ」
- 電影少女 -VIDEO GIRL AI-「あの日に…」/「好きなんです」
- おまじないコミック「ドキ♡ドキ」/「Loving you」
- おかあさんといっしょ「ぱわわぷたいそう」(影山ヒロノブ版の歌唱も担当。こちらはひまわりキッズがコーラスを担当しているが、影山版は森の木児童合唱団がコーラスを担当している。)
- にほんごであそぼ「ぴっとんへべへべ」
- びんちょうタン「ひとつ星」
- ANUBIS ZONE OF THE ENDERS「Beyond the Bounds」
- マインドサイズ「プリズム・アイ」
- pop'n music animelo「炎のキン肉マン」
- POPS「まっすぐな瞳」/「やわらかな雫」
- JOKER「Moonlight Misty Cat」
- 月詠 -MOON PHASE-「Midnight Games」
- 魔天道ソナタ「月の涙〜Moon Tear〜」
- もののけ姫「たたらふみうた」
- おジャ魔女どれみ「おジャ魔女カーニバル!!」/「10秒かぞえて」/「日曜日は魔法のコ」/「ピリカピリ♥ラッキー」
- 緑野原迷宮「学園音楽」/「〜瞳にうつる空〜」
- 夢次元ハンターファンドラ「心のとびら」/「夢ハンター」
- ジョセフへの追想「白つめ草のエンゲージリング」
- ファイブスター物語「DREAM LOVERS」/「LANDSCAPE」
- 新潟テレビ21イメージソング「笑顔のつながり～YOU&ME&UX」

等

## 穂早菜（ホサナ）
- 歌・詩	It's a Joke　うしおととらCD劇場　1993年09月29日
- 歌・曲	そらのおねえさん　ひらけ!ポンキッキ　1994年07月21日
- 歌・詩・曲	不思議な冒険　うしおととらCD劇場　1993年09月29日
- 作詞　ひとり　浅香唯　CONTRAST　1993年2月24日
- 詩・曲　So far away　浅香唯　CONTRAST　1993年2月24日
- 詞・曲	Rainy Park　きまぐれオレンジ★ロード Original　1995年11月01日
- 作曲	朝模様　水谷優子　VIBIT　1994年03月16日
- 作曲	放課後のフィルム　水谷優子　VIBIT　1994年03月16日

## 作曲提供

### CM
- エイデン
- 福岡銀行
- テレタビーズ
- 静岡銀行「ハピとラキの天気予報」（SBSテレビ夕刊）

等

## 出演作品

### テレビ番組
- NHK「おかあさんといっしょ」(2005年4月〜2014年3月)

### アニメ
- OVA「緑野原迷宮 〜Sparkling Phantom〜」（1990年 吉川笛子 役）